# Église Notre-Dame de Rosnay
L'église Notre-Dame de Rosnay (Marne) est une église romane construite au XIIe siècle .

## Historique
L’église Notre-Dame, d’architecture romane, date du XIIe siècle elle relevait du chapitre cathédrale  de Reims et des abbayes de Saint-Thierry et Moirement. Elle est classée au titre des monuments historiques par arrêté du 20 décembre 1920.

## Architecture
L'église présente une nef romane à cinq arcades en plein cintre qui a un plafond charpenté du XIXe siècle, avec deux bas-côtés. Les arcades à double rouleau reposent sur des piliers rectangulaires. Le clocher à la croisée du transept et les chapelles des deux ailes du transept sont du gothique du XIIIe siècle. Un chœur gothique lui a été adjoint.

## Extérieur
L'église est environnée par son cimetière où se trouve un monument aux morts et un jardin des senteurs. Une tombe de la famille des Duhamel du Breuil y est visible et rappelle le rôle des Mobiles de la Marne.

## Mobilier
Parmi ses éléments remarquables, on peut trouver :
- une plaque dédicatoire du (XIXe siècle) de la famille Sahuguet ou Salinguet est classée[2] ;
- une statue de la Vierge à l'Enfant du (XIVe siècle) est classée[3] ;
- une statue de saint Jean-Baptiste du (XVIe siècle) est classée[4] ;
- une cuve baptismale en pierre bleue de Givet du XIIe siècle.

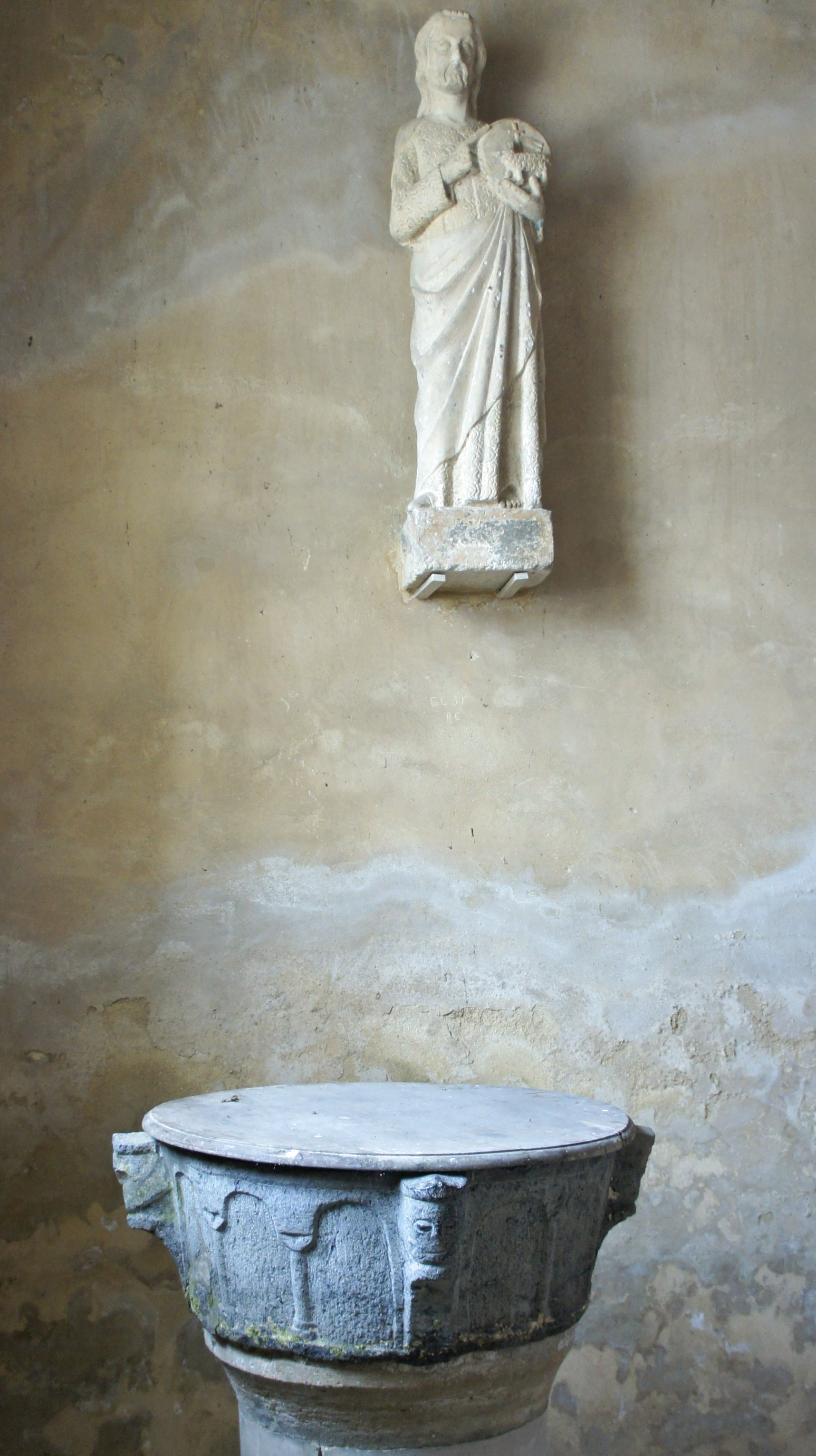
Fonts baptismaux et statue de saint Jean-Baptiste.
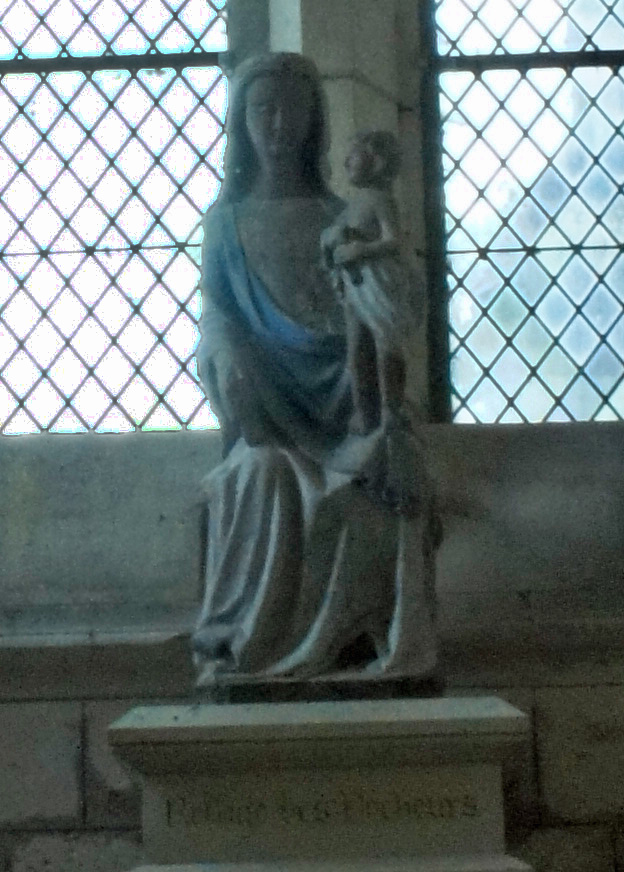
Vierge à l'Enfant assise.
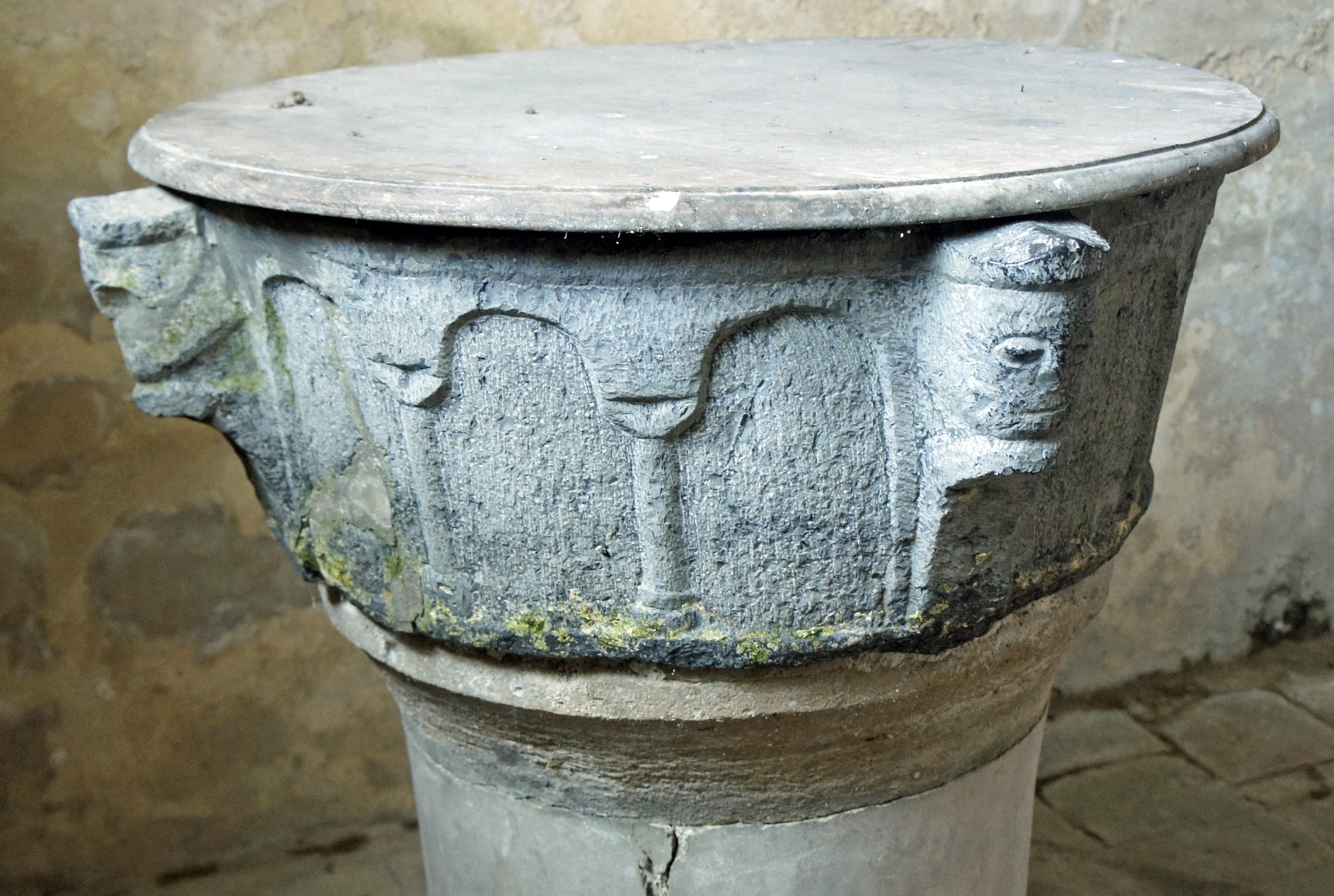
Détail de la cuve.
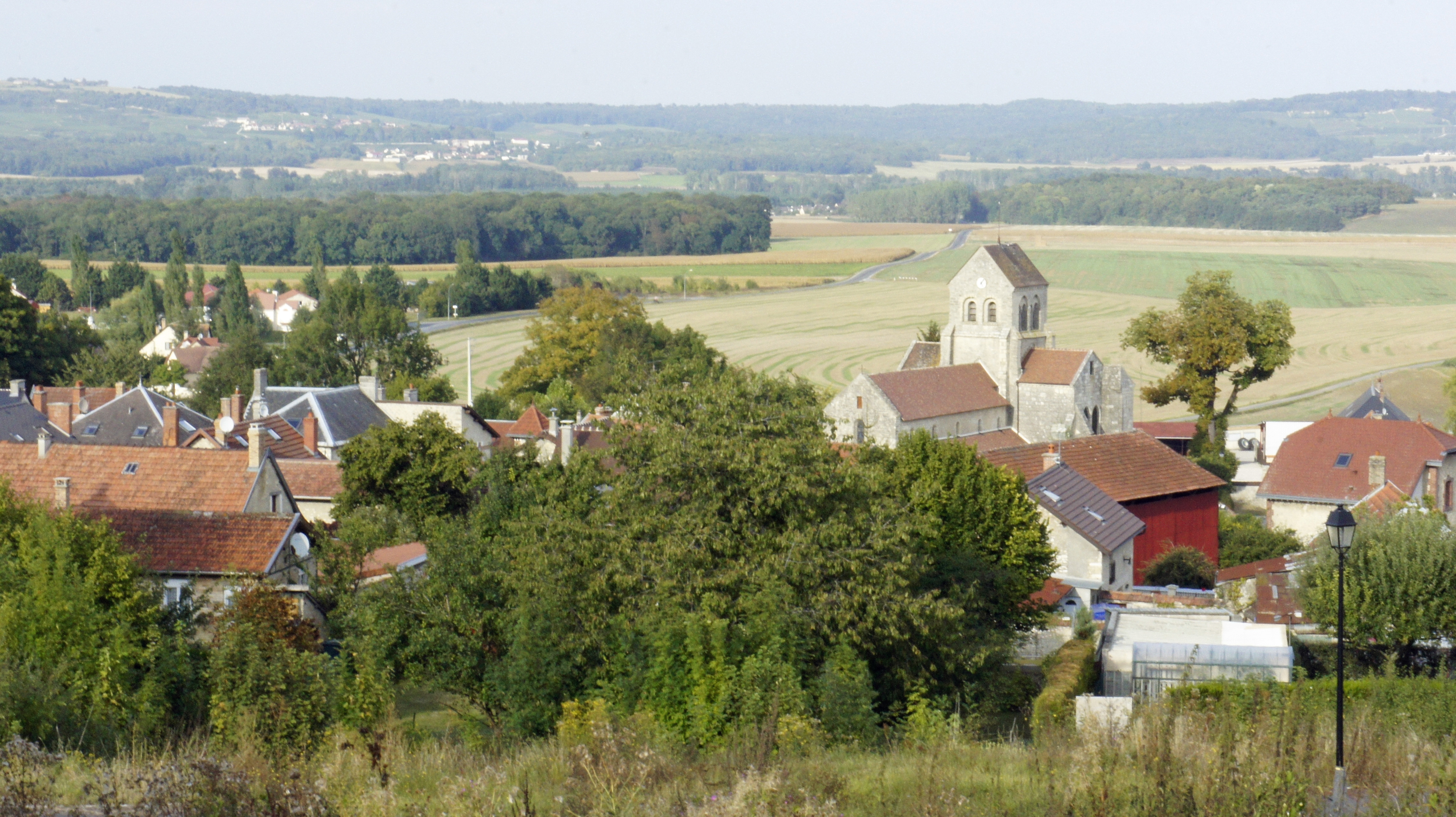
L'église au centre du village.
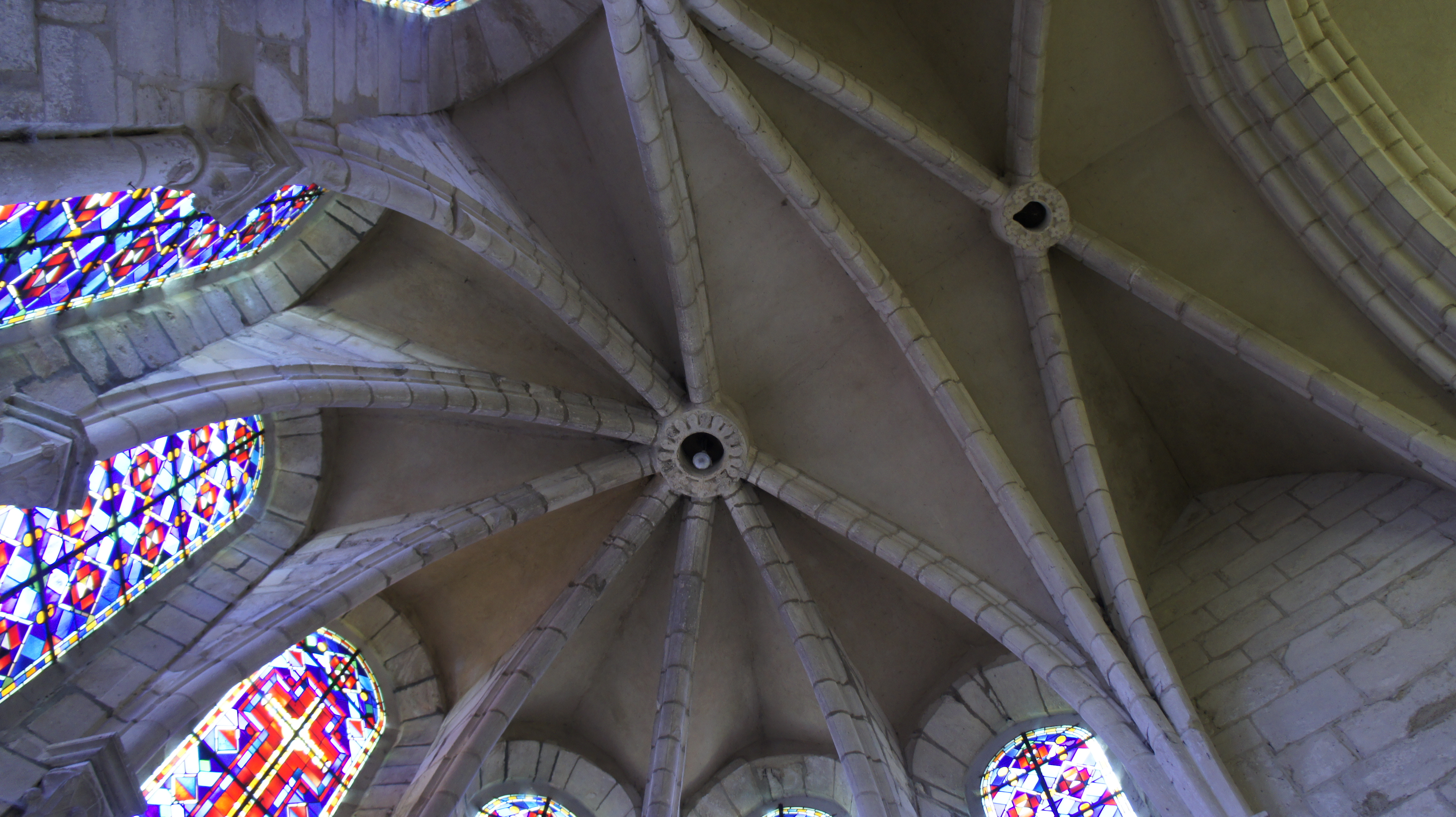
Le plafond du chœur.
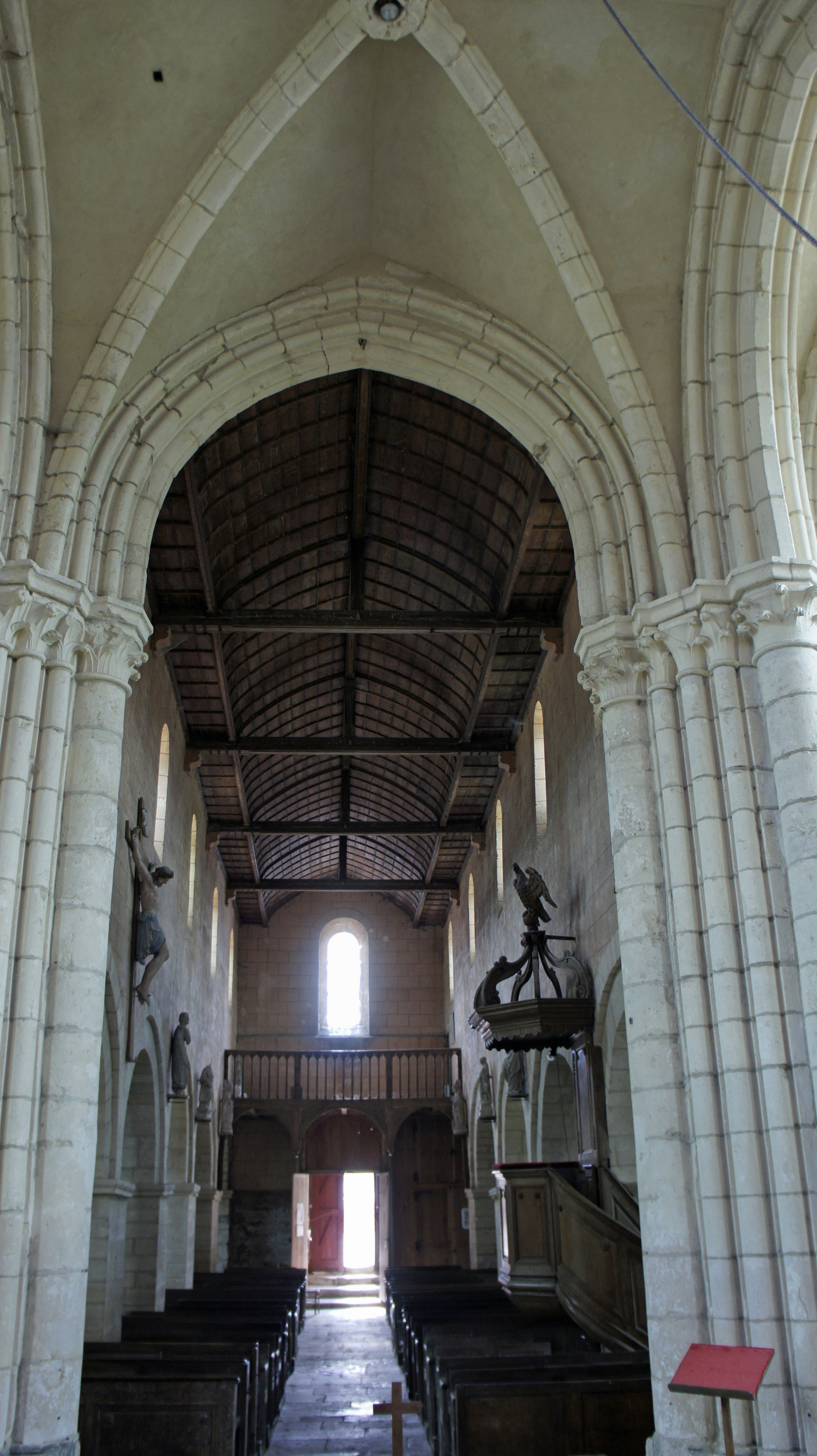
La nef et la chaire.
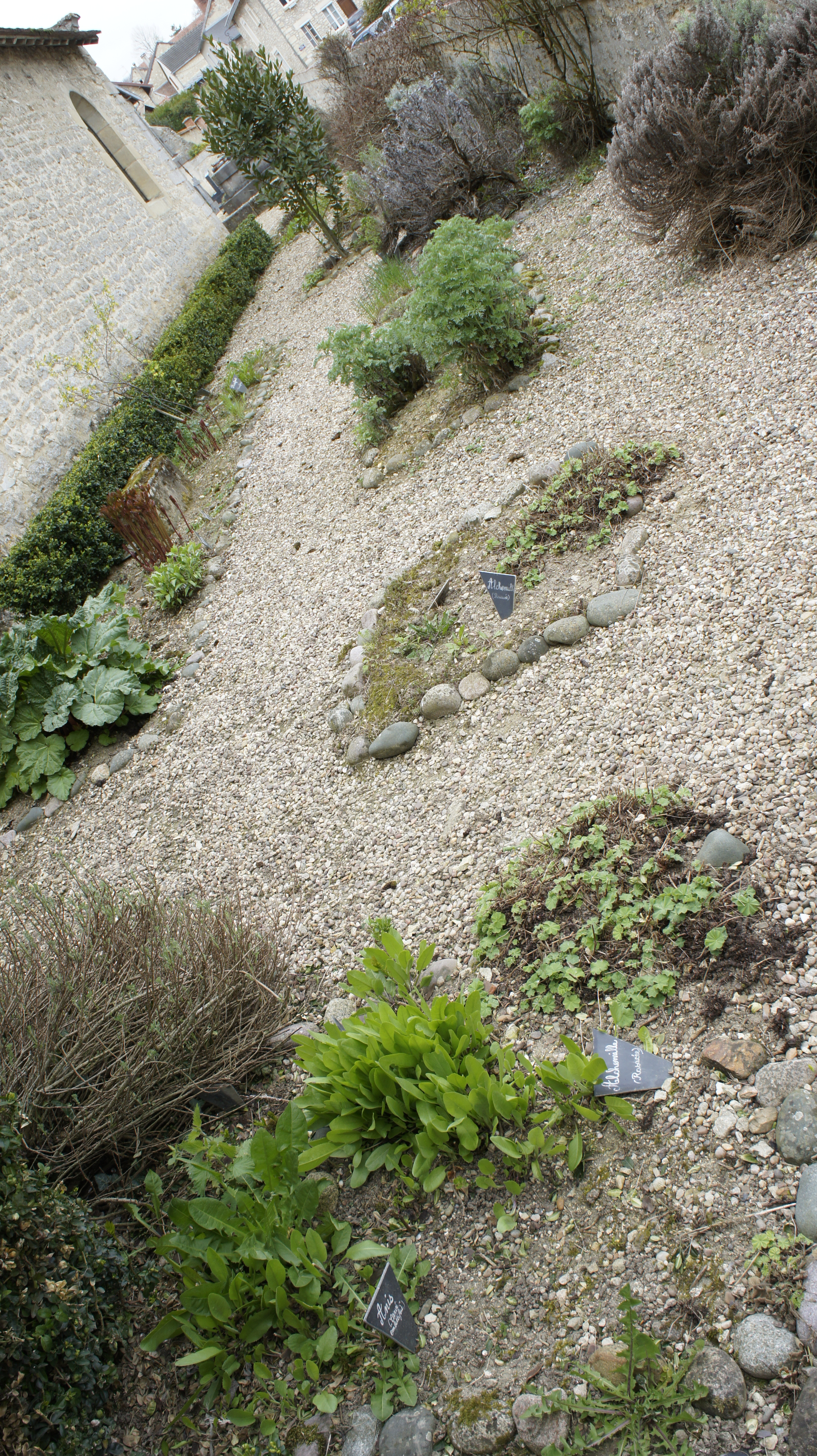
Le jardin des senteurs.